# インドガン

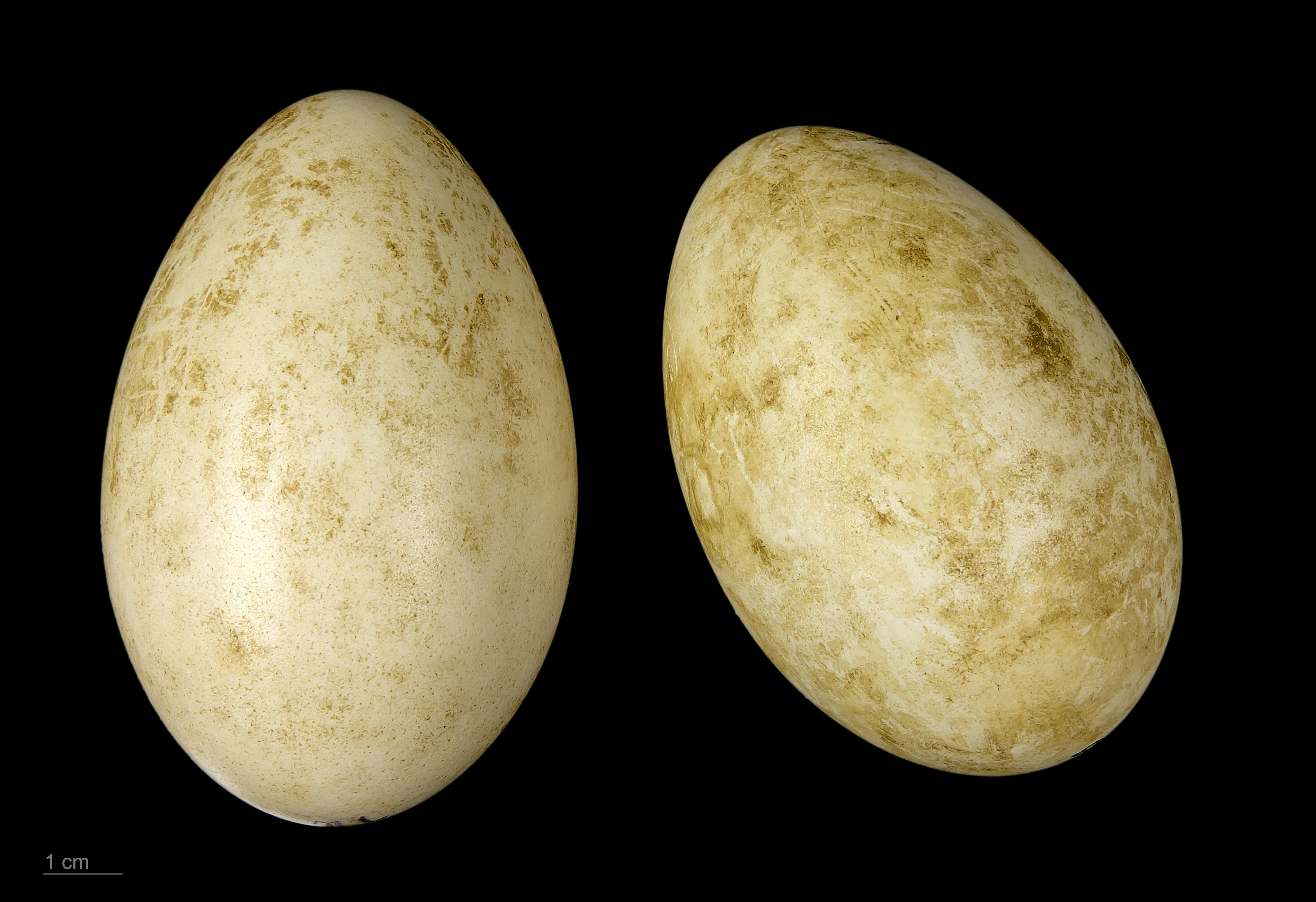
Anser indicus

インドガン（印度雁、Anser indicus）は、カモ目カモ科マガン属に分類される鳥類。標高8000m以上の低酸素環境のヒマラヤ山脈を超える、世界最高の高さを飛ぶ鳥として有名。

## 分布
アフガニスタン、インド、ウズベキスタン、カザフスタン東部、キルギス、タジキスタン、中華人民共和国西部、ネパール、バングラデシュ、ブータン、モンゴル、ロシア南東部
日本では、1968年に千葉県、1972年に長崎県、1986年に小笠原などでの記録があるが、かごぬけ個体の可能性もある。
種小名indicusは「インドの」の意で、和名と同義。バイカル湖以南のモンゴル高原などで繁殖し、冬季になるとインドなどへ南下し越冬する。

## 形態
全長71-76センチメートル。翼長オス45-48.2センチメートル、メス40.6-46センチメートル。翼開張140-160センチメートル。頭部の羽衣は白く、眼後部と耳孔を被う羽毛（耳羽）から後頭にかけて2本の黒い筋模様が入る。頸部の羽衣は黒く、側頸に白い縦縞が入る。体上面の羽衣は淡青灰色で、羽毛の外縁（羽縁）が白い。胸部から体側面にかけての羽衣は灰色で、後方に向かうにつれ黒みがかる。腹部や尾羽基部を被う羽毛（上尾筒、下尾筒）の白い。尾羽の色彩は黒く、先端と外側尾羽は白い。
嘴と後肢の色彩は黄色や橙色。

## 生態
河川、湖沼、湿原、農耕地などに生息する。昼間は土手などで休み、夕方になると活動する。非繁殖地では大規模な群れを形成する。
食性は植物食で、草、種子などを食べる。
繁殖形態は卵生。4-5月に平均4個の卵を産む。抱卵期間は28-30日。

## 人間との関係
越冬地では狩猟の対象とされることもある。